# Échantillonnage (signal)
Pour les articles homonymes, voir Échantillonnage.
L'échantillonnage consiste à prélever les valeurs d'un signal à intervalles définis, généralement réguliers. Il produit une suite de valeurs discrètes nommées échantillons.

## Généralités
L'application la plus courante de l'échantillonnage est aujourd'hui la numérisation d'un signal variant dans le temps, mais son principe est ancien.
Depuis plusieurs siècles, on surveille les mouvements lents en inscrivant, périodiquement, les valeurs relevées dans un registre : ainsi des hauteurs d'eau des marées ou des rivières, de la quantité de pluie. L'établissement des lois de la physique depuis le XVIIe siècle repose en partie sur des échantillonnages de phénomènes physiques périodiques, comme en astronomie, ou non périodiques, comme lorsqu'on décrit les trajectoires par une série de points. Les questions mathématiques liées à l'échantillonnage et à sa validité ont une longue histoire ; elles se rattachent aux études sur l'interpolation.
La technique de l'échantillonnage permet la reproduction des trois dimensions de l'image animée : le cinématographe, inventé dans les dernières années du XIXe siècle, prélève des échantillons photographiques d'une scène à une cadence au début mal déterminée mais dont on sait par expérience qu'elle doit être supérieure à dix images par seconde pour ne pas incommoder les spectateurs.
La transmission d'une image par télégraphe, dès 1865 par le pantélégraphe, puis au début du XXe siècle par téléphone avec le bélinographe, décompose une des dimensions du document en intervalles réguliers, celui des lignes. On transmet une suite de signaux successifs analogues aux luminosités rencontrées sur chacun de ces échantillons. Le principe servira pour la télévision une trentaine d'années plus tard.

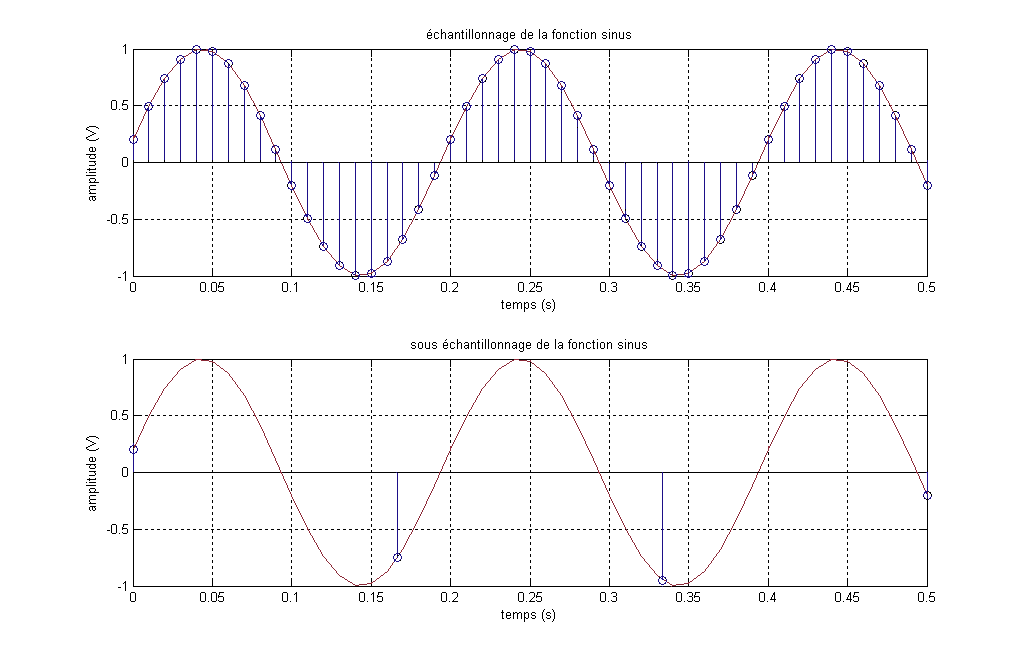
Figure 1 : Échantillonnage et sous-échantillonnage de la fonction sinus

Les télécommunications ont développé la première application de l'échantillonnage dans le domaine temporel. Avant que la transmission numérique ne se généralise pour la téléphonie, on procédait au multiplexage de valeurs analogiques de signaux échantillonnés, comme on l'avait fait auparavant pour les signaux télégraphiques ; c'est cette application, pour une grande industrie, qui a donné lieu aux travaux théoriques sur le sujet de Claude Shannon. Ces travaux ne portent pas seulement sur l'échantillonnage, mais plutôt sur la quantité d'information et son encodage numérique. Le traitement numérique du signal va changer radicalement le traitement du signal.
Le traitement numérique du signal par ordinateur exige que le signal soit converti en une suite de nombres (numérisation). Cette conversion se décompose, sur le plan théorique, en trois opérations :
1. l'échantillonnage prélève, le plus souvent à intervalles réguliers, la valeur du signal ;
2. la quantification transforme une valeur quelconque en une valeur prise dans une liste finie de valeurs valides pour le système ;
3. le codage fait correspondre à chaque valeur valide pour le système un code numérique.

La théorie de l'échantillonnage s'applique à tout système capturant des valeurs à intervalles définis, y compris quand il y a codage sans quantification, comme dans le cas du relevé des valeurs par une personne, quand il n'y a ni quantification ni codage et que les valeurs échantillonnées restent analogiques, que les grandeurs aient une seule dimension ou plusieurs. La plupart du temps, l'intervalle entre chaque échantillon est constant. Pour déterminer la méthode d'échantillonnage, il faut avoir une connaissance préalable du signal. Il faut au moins déterminer une fréquence maximale susceptible d'y être présente.

## Cadence d'échantillonnage
Le nombre d'échantillons par unité de temps s'appelle cadence d'échantillonnage ou taux d'échantillonnage. Quand l'échantillonnage se fait à intervalle régulier, on parle de fréquence d'échantillonnage.
L'objectif de l'échantillonnage est la transmission de l'information d'un signal. La question du choix de la fréquence d'échantillonnage se pose immédiatement :
- si la fréquence d'échantillonnage est trop faible, les acquisitions seront trop espacées et si le signal comporte des détails pertinents entre deux positions de capture, ceux-ci seront perdus ;
- plus la fréquence d'échantillonnage est élevée, et plus la transmission coûte en puissance de traitement, en capacités de transmission et en espace de stockage.

Pour choisir une fréquence d'échantillonnage qui soit suffisante, il faut que la connaissance des échantillons suffise pour calculer la valeur du signal dans tous les points intermédiaires. Claude Shannon a montré à quelle condition cela était possible, connaissant la largeur de bande de l'information codée dans le signal à transmettre.
Le théorème d'échantillonnage indique que si toutes les fréquences du signal sont inférieures à la moitié de la fréquence d'échantillonnage, il peut être parfaitement reconstitué. En général, les fréquences supérieures à la moitié de la fréquence d'échantillonnage introduisent un recouvrement spectral également appelé Repliement de spectre (ang. aliasing).
- Pour la transmission de la parole avec une intelligibilité suffisante (on comprend tous les mots), on estime qu'une bande passante de 160 Hz à 3 500 Hz est suffisante.
- Pour transmettre l'ensemble des signaux auditifs, y compris pour les personnes ayant l'ouïe la plus fine, on estime qu'une bande passante de 20 Hz à 16 000 Hz est suffisante[5].

La conversion d'un signal échantillonné vers une fréquence d'échantillonnage inférieure oblige également à limiter la bande passante à moins de la moitié de la nouvelle fréquence d'échantillonnage.
Pour échantillonner efficacement, il faudrait donc :
1. limiter strictement la largeur de bande du signal à la partie qui code l'information ;
2. ceci fait, choisir une fréquence d'échantillonnage égale à deux fois la fréquence supérieure de la bande passante.

Comme on ne peut pas limiter la bande passante rigoureusement, mais seulement atténuer suffisamment à partir d'une certaine fréquence, on doit en fait :
1. construire un filtre qui rejette le plus efficacement possible les fréquences au-delà de la limite supérieure de la bande passante du signal ;
2. choisir une fréquence d'échantillonnage supérieure à deux fois la fréquence supérieure de la bande passante, de telle sorte que les fréquences inutiles à l'information, mais présentes dans le signal, qui seront repliées sur le signal reconstitué, soient suffisamment atténuées par le filtre pour se trouver au niveau du bruit de fond, ou au moins pour ne pas gêner la réception.

Un CD audio contient des données qui représentent un signal acoustique échantillonné à 44,1 kHz (c'est-à-dire qu'il enregistre la valeur de chacun des canaux à intervalles réguliers 44 100 fois par seconde).

### Échantillonnage non uniforme
Quand on a des informations sur la façon dont le signal est formé, on peut réduire le nombre d'échantillons. En premier lieu, le théorème d'échantillonnage affirme que le nombre d'échantillons suffisant pour reconstituer le signal est de deux fois la largeur de bande, par unité de temps. Si la limite inférieure de la bande utile est une fraction significative de la limite supérieure, on peut supprimer sans inconvénient une proportion correspondante des échantillons. En second lieu, si des lois gouvernent l'évolution du signal, la connaissance des échantillons passés permet de prédire dans une certaine mesure les échantillons suivants. Le signal échantillonné régulièrement présente un degré de redondance, de sorte qu'une compression de données pourrait réduire le débit numérique sans perte d'information. Connaissant ces lois, on peut appliquer, dès l'échantillonnage, le principe de l'acquisition comprimée. Dans ces cas, le pas d'échantillonnage n'est pas nécessairement fixe.
L'échantillonnage non uniforme peut s'imposer par les limitations de l'équipement, comme quand on observe un phénomène fortement répétitif, mais que le matériel n'est pas suffisamment rapide pour prendre des échantillons réguliers. Ce peut être aussi une stratégie de mesure, comme quand on note manuellement des mesures occasionnelles. Dans certains cas, cet échantillonnage peut être vu comme un échantillonnage régulier « avec des trous ». Le résultat d'un échantillonnage non uniforme doit associer l'information temporelle à la valeur mesurée.

### Filtres anti-repliement

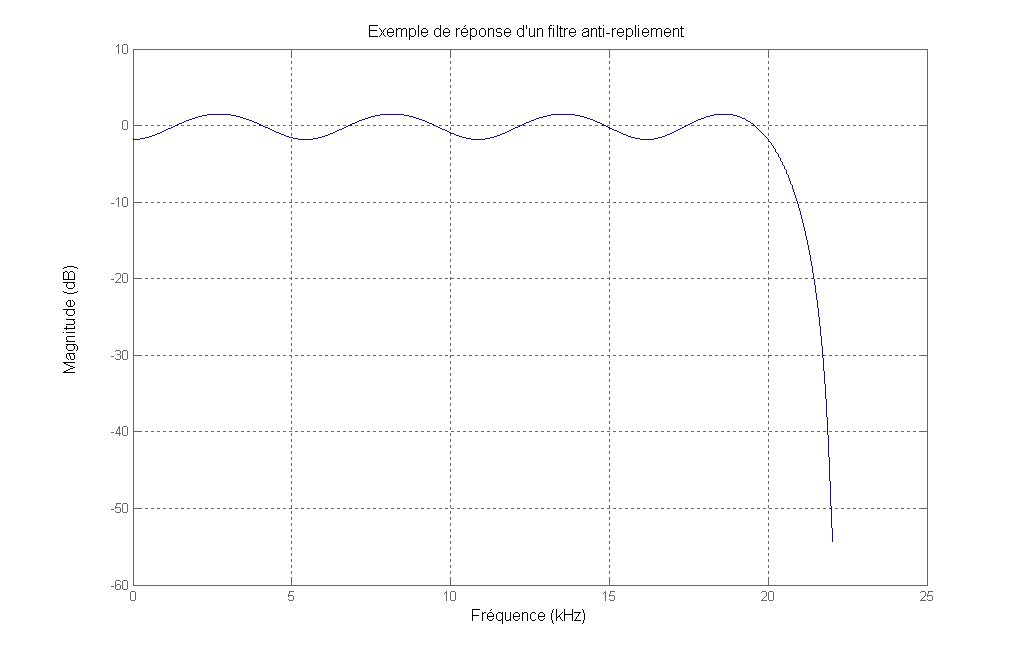
Figure 2 : Diagramme de transmission des fréquences d'un filtre anti-repliement

Le dispositif chargé d'éliminer, autant que faire se peut, les parties du signal qui ne contiennent aucune information pertinente, parce que leur fréquence est supérieure à la fréquence maximale qu'on envisage de transmettre, s'appelle un filtre anti-repliement (anti aliasing filter en anglais).
Le CD a été défini, à l'origine, comme un système de distribution musical industriel. Il y a donc un codage, et de très nombreux décodeurs. Il est important que le décodeur soit économique, mais le codage, dont le coût est réparti entre des milliers de consommateurs, peut être assez cher. Pour limiter le coût de l'appareillage domestique, on a choisi une fréquence d'échantillonnage assez basse, 44,1 kHz.
Le filtre anti-repliement qui sert au codage peut être une machine coûteuse, et il n’est pas nécessaire qu'il travaille en temps réel. Quelles doivent être ses performances?
1. Le filtre ne doit pas affecter les fréquences inférieures à 16 kHz.
2. Au-delà de 16 kHz et jusqu'à 22,05 kHz (la moitié de la fréquence d'échantillonnage), les fréquences ne contiennent aucune information pertinente. L'action du filtre est indifférente.
3. De 22,05 kHz à 28,10 kHz les fréquences vont se retrouver repliées entre 22,05 kHz et 16 kHz, en dehors de la zone audible. L'action du filtre est indifférente.
4. Au-delà de 28,10 kHz, la différence avec la fréquence d'échantillonnage étant inférieure à 16 kHz, les fréquences sont repliées dans la zone audible.
  1. De 28,10 kHz à 39 kHz environ, les fréquences sont audibles, mais au-delà de 4,2 kHz, la note la plus aiguë du piano, elles ne donnent pas lieu à une perception de hauteur précise. Le signal replié se confond aisément avec du bruit. On utilise cette propriété dans le dithering avec modelage de bruit.
  2. Au-delà, les fréquences du signal replié donnent lieu à une perception de hauteur ; ces hauteurs inharmoniques sont très préjudiciables à l'écoute de la musique.

Le filtre doit effectuer la transition de tout à rien entre 16 kHz et 39 kHz, c'est-à-dire sur un peu plus d'une octave. En pratique, c'est impossible ; mais l'oreille est à la fois moins sensible, puisque les sons musicaux utiles masquent les résidus de fréquences qui peuvent subsister, et l'ouïe est suffisamment « intelligente » pour rejeter des sons qui ne font pas partie de la musique. Le progrès ressenti par rapport aux imperfections des médias précédents (disque vinyle ou cassette audio) a fait le succès du CD malgré ses propres imperfections.

### Fenêtre d'échantillonnage
Le théorème de Shannon-Nyquist s'intéresse à des objets purement mathématiques. Le point d'échantillonnage, dans ces raisonnements, peut être sans dimension. Les dispositifs réels ne captent un signal que sous forme d'une certaine quantité d'énergie, ce qui suppose que l'échantillon a une certaine dimension. Dans un signal électrique, la « porte » d'échantillonnage est ouverte pendant un certain temps ; dans un capteur CCD, chaque élément a une certaine surface. Cette nécessité détermine un effet d'ouverture qui affecte la transmission dans la bande passante.
Plus la largeur de la fenêtre d'échantillonnage se réduit, plus le bruit minimum possible dans la captation de l'échantillon augmente ; plus la largeur de la fenêtre d'échantillonnage augmente, et plus elle affecte la bande passante.
Avec une ouverture égale à 100 % du cycle, l'atténuation à la demi-fréquence d'échantillonnage atteint 4 dB. Une ouverture sur 1/8 du cycle donne des résultats peu différents de l'idéal.

### Stabilité de la fréquence d'échantillonnage
La représentation exacte du signal par ses échantillons exige la stabilité de la période entre deux échantillons. L'écart par rapport à l'instant théorique du prélèvement de l'échantillon s'appelle la gigue ((en) jitter).

## Mathématiques de l'échantillonnage
La question de savoir combien d'échantillons il faut mesurer pour connaître suffisamment un phénomène physique a été posée dès le XIXe siècle. Certains auteurs estiment que le théorème d'échantillonnage est un cas particulier d'un résultat démontré par Cauchy en 1827 et en 1841, assertion contestée. Shannon lui-même renvoie à des mathématiciens antérieurs, notamment Edmund Taylor Whittaker.
La démonstration classique du théorème par Claude Shannon, qui fait partie d'un article sur la détermination de la quantité d'information dans un signal limité en fréquence et en présence de bruit, se base sur la transformation de Fourier. Cette opération ne peut donner un spectre limité en fréquences qu'avec des signaux supposément infinis dans le temps, fait remarquer Dennis Gabor dans un article publié peu de temps auparavant. Mais les écarts à la rigueur mathématique, répond Shannon, sont de nulle importance si les erreurs qu'ils engendrent sont très inférieures au bruit de fond.
Le développement du traitement du signal dans les années suivantes va donner lieu à de nombreux raffinements de la théorie mathématique de l'échantillonnage. Le plus radical est l'utilisation de la théorie des distributions pour décrire l'échantillonnage. En fournissant une extension à la notion de fonction, ainsi, par voie de conséquence, qu'à la transformation de Fourier, elle donne une structure mathématique idéale à l'échantillonnage. C'est la description qui prévaut dans la plupart des manuels aujourd'hui. La démonstration de Shannon, en effet, si elle répond aux critères de rigueur d'une philosophie pragmatiste, laisse le mathématicien idéaliste insatisfait. Pour les signaux porteurs d'information, limités a priori en durée et en résolution (par le bruit de fond), la transformation de Fourier fournit une description en fréquences adéquate, et de cette transformée, on peut revenir, par la transformation inverse, à la description temporelle. Mais dans le cas d'une fonction périodique, donc sans limite de durée, la transformation de Fourier aboutit à un spectre de raies, correspondant aux coefficients de la série de Fourier. Ce spectre d'un signal périodique idéal ne répond pas aux conditions de Dirichlet et on ne peut pas lui appliquer la transformation de Fourier inverse, pour retrouver la fonction périodique. La théorie des distributions permet de surmonter cette limitation théorique.
Plus récemment, on a envisagé d'autres moyens de définir la prévisibilité d'un signal entre les échantillons que d'étudier ses limites de bande passante, aboutissant à une généralisation du théorème d'échantillonnage à partir de la notion de taux d'innovation,. Ces recherches convergent avec le développement des méthodes d'acquisition comprimée.

## Applications
Les applications sont innombrables ; la quantification qui suit l'échantillonnage pour constituer un signal numérique ne change pas fondamentalement les choses.

### Image animée
Le cinéma, inventé à la fin du XIXe siècle, échantillonne le temps à 24 échantillons par seconde. Le problème de repliement de spectre se manifeste quand un mouvement périodique est plus rapide que 12 périodes par seconde. On l'observe dans le fameux exemple des roues de chariot qui semblent tourner lentement, à l'endroit ou à l'envers, dans les premiers westerns.
On met volontairement à profit le repliement du spectre dans l'observation de mouvements périodiques sous éclairage stroboscopique.

### Image
Le pantélégraphe inaugure au milieu du XIXe siècle le découpage d'une des deux dimensions de l'image en lignes. Ce principe sera repris par le bélinographe, par le télécopieur et par la télévision. Les capteurs CCD de la photographie électronique (et vidéo) moderne échantillonnent dans les deux directions, avec une grille de capteurs espacés régulièrement.
Les problèmes de repliement de spectre, dans ces technologies, se traduisent par des effets de moiré.

### Son
La première application de l'échantillonnage à un signal audio a été le multiplexage temporel du téléphone. Une liaison capable de transmettre des fréquences élevées transporte des échantillons (analogiques) de signaux téléphoniques de plusieurs origines, l'un à la suite de l'autre dans un ordre conventionnel. Au bout de cette ligne, les signaux sont séparés, chacun vers une direction, et le signal est reconstruit par filtrage.
Le même principe d'échantillonnage analogique a été utilisé pour retarder le signal sonore, par exemple pour compenser le délai de propagation du son entre les haut-parleurs dans des applications de sonorisation. On s'en est servi aussi pour des effets de réverbération artificielle.
L'application massive de l'échantillonnage dans le son date de la numérisation du signal.

### Électronique
L'application des techniques de découpage aux alimentations et amplificateurs de puissance, bien que plus complexe que l'échantillonnage, puisque le temps entre échantillons et la largeur de la fenêtre varient, doit en tous cas respecter les mêmes règles dans le cas le plus défavorable. Il en va de même pour les filtres utilisant le principe des circuits à capacités commutées.

### Mesures physiques
Les enregistreurs de données qui échantillonnent les signaux variant lentement ont permis de remplacer les enregistreurs sur bande de papier.
Un exemple de tels enregistrements concerne la surveillance de l'état de la mer. La hauteur des vagues est enregistrée par des houlographes, avec une fréquence de quelques Hz. À partir de ces données, qui décrivent la forme et la direction des vagues, l'appareil effectue un traitement statistique, qui constitue un échantillonnage de l'évolution de l'état de la mer, avec une fréquence de l'ordre de l'heure.